# يان بلاك (مذيع طقس)
يان بلاك هو مذيع طقس كندي، ولد في 12 يناير 1962.